# Góra Sołtysia
Der Góra Sołtysia (deutsch Scholzenberg) ist ein zerklüfteter Granithügel zwischen Cieplice Śląskie-Zdrój (Bad Warmbrunn) und Staniszów (Stonsdorf).

## Geschichte
Der „Schulzenberg“, wie er früher genannt wurde, war früher im Besitz der Scholtisei. Schon 1809 stand auf dem Berg ein einfaches Restaurant. In der Mitte des 19. Jahrhunderts wurde ein Aussichtsturm aus Holz erbaut. 1895, nach anderen Quellen, 1899 erhielt der Turm den Namen „Kaiser-Friedrich-Turm“. Zu Beginn des 20. Jahrhunderts bestand am Hang ein kleines Skigebiet. Der Turm wurde 2022 saniert und bietet einen Panoramablick auf die Schneegruben, den Kynast und den Reifträger.